# Pan Geng
König Pan Geng (chinesisch 盤庚 / 盘庚, Pinyin Pán Gēng, * ? v. Chr.; † 1374 v. Chr.), einer der größten Könige der Shang-Dynastie, der ältesten archäologisch nachgewiesenen Dynastie der chinesischen Geschichte, herrschte als achtzehnter oder neunzehnter König der Shang-Dynastie über China. Er war der Sohn des Königs Qie Ding, der jüngere Bruder des vorherigen Königs Xiang Jia, der Enkelsohn der neunten Generation vom König Cheng Tang. Er verlegte die Hauptstadt von Yān (奄) im heutigen Qufu, in Shandong nach Yin (殷), im heutigen Anyang, in Henan, weshalb die Shang-Dynastie auch „Yin-Dynastie“ (殷朝,  Yǐncháo) genannt wird.

## Leben
In den Aufzeichnungen des Großen Historikers wurde er von Sima Qian als neunzehnter Shang-König aufgeführt, der seinem älteren Bruder Yang Jia folgte. Orakelknochen, die in Yinxu ausgegraben wurden, identifizieren ihn alternativ als den achtzehnten Shang-König. Er regierte sowohl nach den Bambus-Annalen als auch nach den Aufzeichnungen des Großen Historikers etwa 28 Jahre lang.
Die Bambus-Annalen bieten eine kurze Zusammenfassung der wichtigsten bekannten Ereignisse seiner Herrschaft, die wie folgt lauten: Er wurde im Jahr von Bingyin (丙寅) inthronisiert und seine Hauptstadt war Yan (奄) (im heutigen Qufu, in Shandong). Im siebten Jahr seiner Herrschaft kam der Vasall von Ying (应侯) nach Yan, um ihm zu huldigen. Im vierzehnten Jahr seiner Herrschaft verlegte er seine Hauptstadt nach Beimeng (北蒙) und benannte sie in Yin (殷) um. Nach dem Umzug „führte Pan Geng die wohltätige Politik vom König Cheng Tang [weiter], und die einfache Leute werden sesshaft, dann blühte die Dynastie nochmals auf“.
Im fünfzehnten Jahr seiner Herrschaft inspizierte er seine Armee in der neuen Hauptstadt, und im neunzehnten Jahr seiner Herrschaft entsandte er seinen Minister Fen (邠侯) nach Yayu (亚圉).
Die Aufzeichnungen des Großen Historikers liefern eine andere Darstellung der Verlegung der Hauptstadt. Darin heißt es, dass Pán Gēng die Hauptstadt von einem Ort nördlich des Gelben Flusses nach Bo 亳, der Hauptstadt des Shang-Gründers Tang, auf der Südseite des Flusses verlegte. Weiter heißt es, dass dieser Umzug anfangs von den Menschen in Yin abgelehnt wurde, die sie es leid waren, umgesiedelt zu werden. Sie waren aber letztendlich damit zufrieden, als das Tang-Regierungssystem übernommen wurde und der Umzug sich als erfolgreich erwies.
Nach seinem Tod erhielt er posthum den Namen Pán Gēng und wurde von seinem jüngeren Bruder Xiao Xin abgelöst.
Im Buch der Urkunden gibt es ein Kapitel mit dem Titel Pán Gēng, das der Überlieferung nach eine Rede dieses Königs gewesen sein soll. Darin steht, „das Volk gedenkt Pan Gengs“. Die Sprache darin unterscheidet sich jedoch so sehr von der Sprache zu Pán Gēngs Zeit, sodass angenommen wird, dass sie höchstwahrscheinlich nicht aus seiner Zeit stammt.

## Historischer Bezug
Wang Anshi zitierte in seiner Antwort auf Sima Guangs anklagenden Brief das Beispiel von Pán Gēngs unerschrockener Beharrlichkeit bei der Verfolgung seines Ziels (Verlegung der Hauptstadt) angesichts der Opposition sowohl der Regierungsbeamten als auch des einfachen Volkes.